# Dragon Ball – 7 viên ngọc rồng
Dragon Ball (ドラゴンボール Doragon Bōru, n.đ. 'Quả cầu Rồng') là bộ truyện tranh nhiều tập được viết và vẽ minh họa bởi Toriyama Akira. Loạt truyện tranh bắt đầu xuất bản hàng tuần trong tạp chí Weekly Shōnen Jump từ năm 1984 đến 1995 với 519 chương và sau đó được xuất bản trong 42 tập truyện dày bởi nhà xuất bản Shueisha. Sau 20 năm dừng sáng tác, từ năm 2015, tác giả Toriyama Akira - cùng với họa sĩ Toyotarou, đã tiếp tục sáng tác bộ truyện Dragon Ball Super, với nội dung tiếp nối bộ truyện gốc.

Bìa Weekly Shōnen Jump ngày 3 tháng 12 năm 1984 với chương đầu tiên của bộ truyện.

Dragon Ball là bộ truyện nổi tiếng và phổ biến rộng rãi bậc nhất trên toàn thế giới, là một trong những bộ manga được tiêu thụ nhiều nhất mọi thời đại. Nó được bán ở hơn 40 quốc gia và phiên bản anime cũng được phát sóng ở hơn 80 quốc gia. 42 tập tankōbon được sưu tầm của manga đã bán được hơn 160 triệu bản ở Nhật Bản và 260 triệu bản được bán trên toàn thế giới tính đến năm 2019 Nó đã có tác động đáng kể đến văn hóa đại chúng toàn cầu, được tham khảo và truyền cảm hứng cho nhiều nghệ sĩ, vận động viên, người nổi tiếng, nhà làm phim, nhạc sĩ và nhà văn trên khắp thế giới.
Tương phản với tiểu thuyết Tây du ký của Trung Quốc, loạt truyện mô tả cuộc hành trình của Son Goku từ lúc bé đến trưởng thành, qua các lần tầm sư học võ và khám phá thế giới để truy tìm các viên ngọc rồng với điều ước từ rồng thiêng. Xuyên suốt hành trình của Son Goku, cậu đã gặp được nhiều bạn bè và chống lại những kẻ hung ác có âm mưu dùng điều ước từ rồng thiêng để làm bá chủ thế giới.
Nhà xuất bản Kim Đồng đã mua bản quyền xuất bản tại Việt Nam với bản quyền tên hiện tại là giữ nguyên tên gốc và có một tên phụ là 7 Viên Ngọc Rồng. Loạt truyện Dragon Ball được cho phép xuất bản với ngôn ngữ tiếng Anh tại Bắc Mĩ bởi công ty giải trí Viz Media, tại vương quốc Anh bởi nhà xuất bản Gollancz Manga, tại Úc và New Zealand bởi nhà xuất bản Sáng Nghệ. Loạt truyện Dragon Ball được phát hành với 3 loạt truyện, 17 phim hoạt hình, 3 chương trình truyền hình đặc biệt, 1 trò chơi điện tử máy cầm tay và một số lượng lớn video game. 
Năm 2008, hãng 20th Century Fox bắt đầu sản xuất bộ phim đầu tiên với người thật đóng dựa vào cốt truyện đã phát hành vào 8 tháng 4 năm 2009 với tên Dragonball Evolution. Đây là bộ phim Dragonball tệ nhất với 2.5/10 điểm trên IMDb và đạo diễn đã thừa nhận rằng anh ta chưa đọc Dragonball.

## Cốt truyện
Bài viết thêm: Danh sách nhân vật trong Dragon Ball

Viên ngọc rồng 4 sao (Tứ Tinh Cầu)

Trái đất, được gọi là Thế giới Rồng (ドラゴンワールド) và được hệ thống phân cấp thiên thể chỉ định là "Hành tinh 4032-877", là bối cảnh chính cho toàn bộ loạt truyện Dragon Ball, cũng như các bộ truyện liên quan của cùng tác giả như Tiến sĩ Slump, Neko Majin, và Người tuần tra thiên hà Jaco
Một cậu bé sơ sinh có đuôi khỉ được tìm thấy bởi một ông lão sống một mình trong rừng, ông đặt tên là Son Goku và xem đứa bé như là cháu của mình. Goku có sức mạnh vượt trội người thường, sau khi ông lão qua đời thì cậu sống một mình. Một ngày nọ Goku tình cờ gặp một cô gái tên là Bulma trên đường đi bắt cá về, Goku và Bulma đã cùng nhau truy tìm bảy viên ngọc rồng. Các viên ngọc rồng này chứa đựng một bí mật có thể triệu hồi một con rồng và ban điều ước cho ai sở hữu chúng. Trên cuộc hành trình dài đi tìm những viên ngọc rồng, họ gặp những người bạn (Yamcha, Krillin, cậu mập Yajirobe, Thiên - võ sĩ có 3 mắt, Giáo tử, chú chồn Oolong,...) và những đấu sĩ huyền thoại cũng như nhiều ác quỷ. Họ trải qua những khó khăn và học hỏi các chiêu thức võ thuật đặc biệt để tham gia thi đấu trong đại hội võ thuật thế giới được tổ chức 3 năm 1 lần(Tenkaichi Budōkai).
Sau các sự kiện đại hội võ thuật, Goku và các bạn bắt đầu phải đối phó với các thế lực độc ác như Đại vương Pilaf, Quân đoàn khăn đỏ của Độc nhãn tướng quân, Đại ma vương Piccolo và những đứa con của hắn. Tiếp đó, các mối đe dọa từ vũ trụ xuất hiện, đó là các chiến binh người Saiya: Radiz, Hoàng tử Saiya Vegeta cùng tên cận vệ Nappa. Radiz đã tiết lộ rằng Goku thực ra là một người Saiyan được gửi tới Trái Đất, và Goku chính là em trai của hắn.
Sau trận đánh với các chiến binh Saiyan, nhóm bạn đi đến Namek, gặp rồng thần của Namek; chạm trán Frieza, kẻ đứng đầu một đế chế chuyên chinh phạt các hành tinh. Khi đấu với Frieza, Goku đã đạt tới cấp độ Siêu Saiyan, một cấp độ được nhắc tới trong các truyền thuyết của người Saiyan.
Khi trở về Trái Đất, nhóm bạn lại đụng độ Nhóm android sát thủ (các Android 16, 17, 18,19, 20) và sau đó là quái vật đến từ tương lai Cell, kẻ được sinh ra bằng cách lai tạo gien của người Saiyan, Namek và cả Frieza.
7 năm sau khi đánh bại Cell, nhóm bạn lại phải chiến đấu với kẻ thù là một thế lực tà ác đã xuất hiện từ khởi đầu của vũ trụ là Majin Buu.
Sau khi đánh bại Buu thì bộ truyện kết thúc. Tuy nhiên, đến phần hậu truyện Dragon Ball Super, họ lại phải chiến đấu với thần hủy diệt Beerus, các đối thủ từ các vũ trụ song song.
Dragon Ball Super xác nhận rằng thế giới Dragon Ball tồn tại các đa vũ trụ bao gồm mười hai vũ trụ được đánh số Phần lớn loạt truyện Dragon Ball diễn ra ở Vũ trụ 7 (第７宇宙, Dai-Nana Uchū , lit. " Vũ trụ số bảy") . Mỗi vũ trụ được cai trị bởi một số vị Thần Sáng tạo (KaioShin - Supreme Kai) hoặc Thần hủy diệt (Hakaishin) cùng với các Thiên sứ (Tenshi), những vị thần này lại phục vụ một vị thần tối cao tên là Zeno (Omni-King), đấng tối cao của đa vũ trụ.

## Tác phẩm

Tác giả Akira Toriyama.

Khi bắt đầu viết bộ truyện, tác giả Toriyama Akira đã bắt đầu quyết định lấy bối cảnh trong tiểu thuyết Tây du ký của Trung Quốc. Trước đó tác giả Akira Toriyama cũng đã phát triển một bộ truyện khác của mình là Dragon Boy xuất bản vào năm 1983. Kết hợp bộ truyện này và bộ truyện Dr. Slump, tác giả đã cho ra bộ truyện Dragon Ball với loạt cảnh hành động và ý nghĩa trong bộ truyện, bộ truyện đã thành công mỹ mãn trong 6 năm xuất bản. Theo tác giả Akira Toriyama thì bộ truyện đã nói lên một câu truyện độc đáo và mang đầy tính tương phản.
Vào lúc sớm của câu truyện Dragonball, Goku và Piccolo là người Trái Đất. Qua phần giới thiệu Kami, ý tưởng của những cuộc chiến với những người ngoài hành tinh đã được thành lập và Goku và Piccolo đã thay đổi trở thành những người ngoài hành tinh. Với những nhân vật nữ, tác giả Toriyama cảm thấy rằng câu truyện sẽ không hay khi có những nhân vật nữ yếu đuối. Vì vậy tác giả đã thêm vào những nhân vật nữ mang vẻ đẹp và có sức mạnh. Mang tính chất đối kháng lại lối truyện truyền thống trước đó là các nhân vật thường mang những vũ khí khác nhau, ông sáng tác ra những nhân vật cực mạnh mang vóc dáng nhỏ nhắn trong đó có nhân vật chính.
Những kĩ thuật chiến đấu vẫn chưa có tên vào lúc ban đầu, nhưng người biên tập bộ truyện nói rằng nên thêm tên cho tất cả chúng. Toriyama đã đặt tên cho tất cã các kĩ thuật trong bộ truyện như chiêu thức Kamehameha là tên được đặt bởi vợ tác giả khi ông lưỡng lự cho việc đặc tên cho chiêu thức chính của câu truyện. Khi sáng tạo một thế giới hư cấu cho bộ truyện, Toriyama đã quyết định sáng tác một thế giới khác với thế giới thật để tránh xâm hại về phong tục tập quán của thế giới thật. Nhưng hòn đảo nơi các lễ hội võ thuật hàng năm tổ chức lại mang dáng dấp của đảo Bali. Khi vẽ những cảnh đánh nhau trong bộ truyện, Toriyama đã cố ý vẽ những cảnh đánh nhau tại một nơi vắng vẻ để tránh việc phải vẽ những tòa nhà bị đổ vỡ hay người chết. Để phát triển bộ truyện nhanh hơn, ông ta đã cho hầu hết những cuộc chiến được diễn biến trên không qua khả năng bay của các nhân vật. Việc di chuyển của câu chuyện cũng không khó khăn khi di chuyển đến các phần của thế giới. Đến giữa bộ truyện tác giả lại thêm phép dịch chuyển tức thời cho các nhân vật và việc dịch chuyển có thể xa hơn từ hành tinh này đến hành tinh khác.
Sau khi phần đầu của bộ truyện được ra mắt, độc giả phàn nàn rằng nhân vật Goku dường như quá chất phác và ngay thẳng, và sau đó sự xuất hiện của anh ta được thay đổi. Những nhân vật mới được thêm vào như Master Roshi (Quy Lão Tiên Sinh), Krillin và Budokai Tenkaichi. Thế giới cũng được thêm vào như một phần của cốt truyện nhấn mạnh về những cuộc chiến không ngừng. Lường trước việc người đọc mong muốn Goku sẽ giành chức vô địch trong lễ hội võ thuật, Toriyama làm cho nhân vật Goku thua cuộc trong hai lần dự võ đài đầu tiên, đến lần thứ ba khi Goku đã trưởng thành thì mới đoạt chức vô địch và trở thành người anh hùng. Như sự thay đổi của từng phần bộ truyên, tác giả muốn thay con trai Goku là Gohan trở thành nhân vật chính của bộ truyện, nhưng sau đó tác giả đã thấy Gohan không thích hợp cho nhân vật chính nên đã thay đổi cách nghĩ của mình.
Toriyama đã dựa vào các nhân vật Binh đoàn khăn đỏ trong game Spartan X ông ta từng chơi và thêm vào các kẻ thù mới trong bộ truyện. Sau kì đại hội võ thuật lần hai, Toriyama đã muốn thêm vào một kẻ thù chủ đạo cho bộ truyện. Sau khi tạo ra nhân vật Piccolo như một kẻ hung ác mới, tác giả ghi nhận Piccolo và con trai của hắn đã tạo nên sự hấp dẫn cho một phần câu truyện và trở thành những nhân vật nổi tiếng trong loạt truyện. 
Với việc Goku trở thành nhân vật mạnh nhất trên Trái Đất, Toriyama quyết định thêm một số kẻ hung ác mới đến từ những hành tinh khác. Tìm kiếm những nhân vật kẻ thù mới mạnh hơn để vẽ cũng khá dễ dàng, tác giả đã tạo ra đội quân Ginyu dưới quyền Frieza. Trong từng thời điểm của bộ truyện, Toriyama ít nhấn mạnh tính nghệ thuật của bộ truyện, các nét vẽ đơn giản với các nét vuông vức của khuôn mặt. Tác giả cũng thấy được những vấn đề về thể hiện màu sắc cho các nhân vật và một vài đặc điểm của sự vật trong phần giữa của câu truyện. Trong những ghi nhận về sau, Toriyama đã thú nhận là ông đã không lập kế hoạch trước về ý tưởng cho các phần của bộ truyện, những sự kiện mới được nghĩ ra cùng lúc với quá trình sáng tác từng phần của bộ truyện.

## Manga

Tập DB đầu tiên của Nhật

Được viết và minh họa bởi Toriyama Akira, Dragon Ball đã là tập truyện manga dài kì đầu tiên trong các loạt truyện hàng tuần tại Nhật xuất bản vào năm 1984. Loạt truyện kết thúc vào năm 1995 khi Toriyama trở nên kiệt sức và muốn dừng việc vẽ tranh của mình. 519 chương của bộ truyện đã được phát hành trong 42 tập truyện dày bởi nhà xuất bản Shueisha từ 10 tháng 11 năm 1985 đến 4 tháng 8 năm 1995. Trong năm 2002, các chương của bộ truyện được tái xuất bản với 34 tuyển tập với kết thúc được sửa đổi một chút, ngoài ra còn có bìa truyện mới và các chương xuất bản hàng tuần với hình ảnh màu sắc sặc sỡ. Toriyama cũng sáng tác thêm một loạt truyện ngắn mang tên Neko Majin, và loạt truyện trở thành phiên bản hài hước của Dragon Ball. Neko Majin xuất bản đầu tiên trong loạt truyện hàng tuần từ tháng 8 năm 1999 và 8 chương của loạt truyện xuất bản rời rạc cho đến khi kết thúc vào năm 2005. Sau đó được kết hợp thành một tập truyện và xuất bản tại Nhật Bản vào 4 tháng 4 năm 2005.
Dragon Ball được cấp giấy phép phát hành với tiếng Anh tại Bắc Mỹ bởi công ty giải trí Viz Media. Truyện được xuất bản hàng tuần và trên báo chí. Viz Media xuất bản 17 tập truyện trong 42 tập với tên Dragon Ball Z để phân biệt từng phần của các tập truyện tránh việc gây hỗn độn các phần câu chuyện đối với người đọc. Phần thứ nhất của bộ truyên Dragon Ball xuất bản vào tháng 3 năm 2003, phần thứ 2 là Dragon Ball Z phát hành vào 6 tháng 6 năm 2006. Trong năm 2008, Viz bắt đầu tái xuất bản 2 phần bộ truyện trong một phiên bản mới kết hợp cả hai phần và một phần mới với tên "VIZBIG Edition".
Trong năm 2006, Toriyama và tác giả Oda Eiichiro của bộ truyện One Piece hợp tác vẽ một chương kết hợp với 2 bộ truyện với tên Cross Epoch. Phát hành vào 25 tháng 12 năm 2006 trong loạt truyện hàng tuần.

### Spin-offs
Một manga khác do Ōishi viết, Dragon Ball: Episode of Bardock gồm ba chương xoay quanh Bardock, cha của Goku, được xuất bản trên tạp chí V Jump hàng tháng từ tháng 8 và tháng 10 năm 2011.
Chương cuối cùng của bộ truyện tranh Jaco the Galactic Patrolman năm 2013 của Toriyama đã tiết lộ rằng nó lấy bối cảnh trước Dragon Ball , với một số nhân vật xuất hiện. Các tập sưu tập đặc biệt của Jaco có thêm một chương Dragon Ball mô tả về mẹ của Goku.
Vào tháng 12 năm 2016, một manga spin-off có tựa đề Dragon Ball Side Story: The Case of Being Reincarnated as Yamcha đã ra mắt trên tạp chí kỹ thuật số Shōnen Jump+ của Shueisha. Được viết và minh họa bởi Dragon Garow Lee, truyện kể về một nam sinh trung học sau một tai nạn tỉnh dậy trong cơ thể của Yamcha trong manga Dragon Ball.

### Crossovers
Toriyama cũng đã tạo ra một bộ truyện ngắn, Neko Majin (1999–2005), bộ truyện này đã trở thành một tác phẩm tự nhại lại Dragon Ball. Năm 2006, sự kết hợp giữa Kochira Katsushika-ku Kameari Kōen-mae Hashutsujo (hoặc Kochikame) và Dragon Ball của Toriyama và tác giả Kochikame Osamu Akimoto đã xuất hiện trong manga Super Kochikame (超こち亀, Chō Kochikame ) Cùng năm đó, Toriyama hợp tác với Eiichiro Oda để tạo ra một chương chéo giữa Dragon Ball và One Piece có tựa đề "Cross Epoch"

## Loạt phim hoạt hình
16 phim hoạt hình về câu chuyện Dragon Ball được xuất bản trong Nhật Bản. Bốn phim thứ nhất đã được dựa trên những tập truyện đầu của phần Dragon Ball với một chút thay đổi so với cốt truyện ban đầu. 12 tập phim còn lại được làm cho các tập truyện phần Dragon Ball Z. Hãng Funimation Entertainment cấp phép và phát hành tất cả các tập phim trên DVD tại Bắc Mĩ.

### Dragon Ball
Với sự nổi tiếng và phổ biến rộng rải của bộ truyện, hãng phim Toei Animation sản xuất 2 loạt phim hoạt hình trên TV theo từng chương, và loạt phim thứ 3 theo các nhân vật. Loạt phim thứ nhất với tên Dragon Ball, bắt đầu trình chiếu tại Nhật Bản trên đài truyền hình Fuji Television vào 26 tháng 2 năm 1986 cho đến 12 tháng 4 năm 1989. Kéo dài đến 153 tập và thể hiện qua 16 tập đầu của 42 tập truyện tranh.
Công ty Harmony GOld USA cấp phép phát hành loạt phim hoạt hình với tiếng Anh tại Bắc Mĩ vào cuối năm 1980. Trong phần phụ đề cho loạt phim, Harmony thay đổi tên hầu hết các nhân vật với các tên rất kỳ quặc như nhân vật chính Goku được gọi là "Zero" và nhân vật Korin được đổi thành "Whiskers the Wonder Cat". Phụ đề này của phim nhanh chóng bị hủy bỏ sau đó.
Trong năm 1995, Hãng giải trí Funimation Entertainment đạt được giấy phép phát hành loạt phim hoạt hình trên đài truyền hình và video tại nhà ở Bắc Mĩ, Funimation hợp đồng với BLT Productions để làm bản lồng tiếng Anh vào loạt phim hoạt hình và bản phụ đề tiếng Anh. 13 tập phim được phát hành trước khi Funimation hủy bỏ việc phát hành vì không thu được lợi nhuận, chuyển sang phát hành phần thứ hai của bộ phim là Dragon Ball Z. Vào tháng 3 năm 2001, Funimation thông báo sự trở lại của Dragon Ball trên đài truyền hình Mĩ với phần tiếng Anh được thu âm tại phòng thu với một ít sửa đổi. Bản phụ đề cho phim cũng được thay đổi bởi đài truyền hình cáp Cartoon Network từ tháng 8 năm 2001. Đến tháng 12 năm 2003. Funimation phát hành loạt phim trên đài truyền hình "Colours TV" thuộc tổ chức Black Star Communications và các kênh của Funimation bắt đầu vào năm 2006. Funimation bắt đầu phát hành các tập phim trên bộ đĩa DVD vào 18 tháng 3 năm 2003. Mỗi bộ DVD chứa toàn bộ loạt phim truyện về Dragon Ball, phim với phụ đề tiếng Anh và phát âm với ngôn ngữ gốc Nhật Bản. Các bộ DVD được phát hành tại Australia năm sau đó. Bộ DVD vẫn chưa có kết thúc và tiếp tục phát hành trong năm 2008 như là 2 bộ DVD, bộ thứ nhất với 12 đĩa và bộ thứ 2 với 10 đĩa.
Trong năm 2003, một bản phụ đề mới cho phim được sản xuất bởi công ty Blue Water Studios vào United Kingdom và Canada. Bản phụ đề sử dụng các tiêu đề khác cho các tập phim và tiếng nói của các nhân vật cũng khác với phiên bản của Funimation.

### Dragon Ball Z

Biểu tượng Anime Dragon Ball Z

Với sự kết thúc của phần Dragon Ball, công ty Toei Animation nhanh chóng cho xuất bản loạt phim hoạt hình thứ 2 mang tên Dragon Ball Z (ドラゴンボールZ(ゼット), Doragon Bōru Zetto. Bắt đầu với phần tóm tắt nội dung phần trước, Dragon Ball Z có cốt truyện phù hợp với phần Dragon Ball từ tập 26. Dragon Ball Z được phát hành trên đài truyền hình Fuji vào 26 tháng 3 năm 1989. Với thời gian phát hành dài hơn phần Dragon Ball, loạt phim với 291 tập và kết thúc vào 31 tháng 1 năm 1996.
Theo sau sự hủy bỏ bản dịch ngữ của phần Dragon Ball, Funimation phát hành Dragon Ball Z với ngôn ngữ tiếng Anh tại Bắc Mĩ và với phần dịch ngữ mới cho loạt phim được làm bởi công ty Ocean Group bằng tiếng Anh. Giống như phần dịch ngữ trước đó của Dragon Ball, bản dịch ngữ của Ocean Group cho Dragon Ball Z đã sửa đổi nặng nề về nội dung và rút ngắn 67 tập thứ nhất thành 53 tập. Bản dịch ngữ của các tập phát hành tại Mỹ đầu tiên trên đài truyền hình Fox thuộc hãng Fox Entertainment Group vào tháng 9 năm 1996 và kết thúc vào tháng 5 năm 1997. Bản dịch ngữ thứ hai được phát trên đài truyền hình "The WB" vào tháng 10 năm 1996, nhưng lại tạm dừng vào tháng 5 năm 1998 do không thu được lợi nhuận cao. Ba tháng sau bộ phim lại được tiếp tục được dịch thuật và phát trên truyền hình cáp với kênh hoạt hình (Cartoon Network). Nó trở thành một phần của show truyền hình mới mang tên Toonami. Sớm sau đó Funimation tiếp tục làm dịch ngữ cho đoạn phim đã từng bị hủy cho đến bản phát hành hiện tại. Một dàn diễn viên mới đọc bản dịch ngữ mới cho phim và nhạc nền mới cho phim có sửa đổi nhiều về nội dung. Bản dịch ngữ mới nhất của Dragon Ball Z phát hành trên Cartoon Network từ tháng 9 năm 1999 đến tháng 4 năm 2003. Vào tháng 8 năm 2004, hãng Geneon Entertainment mất giấy phép xuất bản về tay công ty Ocean Group với dịch ngữ cho các tập Dragon Ball Z. Điều kiện này tạo thuận lợi Funimation làm phần dịch ngữ lại cho 67 tập đầu tiên. Funimation còn phục hồi lại những phần bị bỏ trước đó và thay thế phần dịch ngữ cũ với bản dịch ngữ mới thân thiện với người xem. Bản dịch ngữ mới này được phát hành trên Cartoon Network trong mùa hè năm 2005. Bản dịch ngữ của Funimation cũng được phát hành tại Canada, United Kingdom, Australia và Ireland.
Tại United Kingdom, bản dịch ngữ của Funimation từ tập 107 đến tập cuối được thay thế bằng một bản dịch mới do công ty Blue Water và được thâu âm bởi công ty Ocean Group.

### Dragon Ball GT

Biểu tượng Anime Dragon Ball GT

Được chính Toei Anime tạo hình nhân vật (bộ ngoại truyện), Dragon Ball GT (ドラゴンボールGT(ジーティー), Doragon Bōru Jī Tī, G(rand) T(our)) được phát trên đài truyền hình Fuji TV vào ngày 2 tháng 2 năm 1996 và tiếp tục phát đến ngày 19 tháng 11 năm 1997. Gồm 64 tập. Dragon Ball GT lấy bối cảnh sau 10 năm sau khi Goku nhận Uub tức hiện thân con người của Majin Buu làm học trò của mình, Goku bị biến trở thành một đứa trẻ bởi đại vương Pilaf và tham gia vào cuộc hành trình tìm kiếm ngọc rồng khắp vũ trụ nhằm trở lại hình dáng ban đầu. 
Hãng Funimation Entertainment được cấp giấy phép phát hành loạt phim trên đĩa DVD với ngôn ngữ tiếng Anh và phát trên truyền hình tại Bắc Mĩ. Bản dịch ngữ tiếng Anh của hãng Funimation cho loạt phim được phát trên Cartoon Network từ tháng 11 năm 2003 đến tháng 2 năm 2005. Đài truyền hình lướt qua 16 tập đầu của loạt phim. Thay vào đó hãng Funimation tạo một bản tóm tắt với tiêu đề "A Grand Problem", bản tóm tắt này trình chiếu lướt qua các hình ảnh tóm tắt loạt phim. Sau đó các phần đã bị tóm tắt lại được trình chiếu sau khi phần còn lại của loạt phim đã phát hết trên đài truyền hình. Loạt phim cũng được phát hành tại Canada trên đài YTV và được trình chiếu thành 2 phần thay vì từng câu chuyện.

### Dragon Ball đặc biệt
Bốn phim hoạt hình đặc sắc dựa vào cốt truyện Dragon Ball được sản xuất tại Nhật Bản. Phim thứ nhất là "Bardock - The Father of Goku" phát hành vào 17 tháng 10 năm 1990. Cốt truyện của phần thứ nhất nói về sự kiện trước khi Son Goku được gửi đến địa cầu. Cha của Son Goku là Bardock đã khám phá ra âm mưu giết sạch người hành tinh Saiya của Frieza, và sự chống cự của Bardock với sự diệt vong của hành tinh Saiya. Phim thứ hai là "The History of Trunks" được phát hành vào 24 tháng 3 năm 1993. Phim này là phần mở rộng của câu chuyện Dragon Ball, nói về một vũ trụ song song nơi hầu hết các nhân vật trong câu chuyện cũ bị giết chết bởi một nhóm chiến binh được biết như là những người nhân tạo.
Một bộ hai tập của phim hoạt hình gốc với tựa đề "Dragon Ball Z Gaideon: Saiya-jin Zetsumetsu Keikaku" dựa trên bộ game Nintendo của hãng Nintendo Entertainment System cùng tên sản xuất vào năm 1993 trong thời điểm Dragon Ball Z được phát hành.
"A Hero's Legacy" bộ phim về câu chuyện mới sau 100 năm câu chuyện Dragon Ball GT, được phát hành vào 26 tháng 3 năm 1997. Câu chuyện nói về các thế hệ con cháu của Goku bắt đầu tìm kiếm các viên ngọc rồng để chữa bệnh cho bà tổ của dòng họ.
Phim mới nhất là "Dragon Ball: Yo! Son Goku and His Friends Return!!" được phát trên Jump Super Anime Tour vào 24 tháng 10 năm 2008. Phim nói về câu chuyện hai năm sau khi Buu ốm bị tiêu diệt và Goku cùng những người bạn tiếp tục đối mặc với những kẻ thù mới là Avo và Kado, cùng lúc gặp người em của Vegeta là Tarble.
Ngoài ra, còn có một OVA đặc biệt có tên The episode of Bardock nhằm lý giải cho sự sợ hãi của Frieza với người Saiya. Nhưng Ova này không được tác giả Akira Toriyama công nhận.

### Dragon Ball Kai

Biểu tượng Anime Dragon Ball Kai

Trong tháng 2 năm 2009, hãng Toei thông báo họ sẽ bắt đầu phát lại Dragon Ball Z như là một phần của loạt hoạt động kỉ niệm 20 năm ngày phát hành Dragon Ball. Loạt phim bắt đầu chiếu vào 5 tháng 4 năm 2009, dưới tên Dragon Ball Kai. Trong đó có nhiều tập được làm với kĩ thuật chiếu trên đài kĩ thuật số HDTV (High-definition television). Được đổi mới với khúc mở đầu và kết thúc, dàn diễn viên lồng tiếng cho phim vẫn được giữ nguyên như cũ. Loạt phim cũng được diễn đạt theo sát cốt truyện và diễn tiến nhanh chóng, những cảnh phim không có trong truyện gốc cũng được bỏ đi. Loạt phim đã thể hiện như là một bản phim mới được tái tạo từ bản thể cũ là Dragon Ball Z.

## Dragon Ball Super
Dragon Ball Super (Bảy Viên Ngọc Rồng Siêu Cấp) là phần Dragon Ball hoàn toàn mới do chính tác giả Toriyama viết cốt truyện và phiên bản manga được vẽ minh họa bởi họa sĩ Toyotarou trong khi phiên bản anime vẫn được đảm nhiệm bởi hãng Toei Animation. Mặc dù cốt truyện chính của mỗi phần trong Dragon Ball Super vẫn tuân theo tác giả Toriyama nhưng tình tiết diễn biến trong mỗi phần lại có sự khác biệt đáng kể giữa hai phiên bản manga và anime.
Dưới đây là cốt truyện chính của Dragon Ball Super:
Bối cảnh của 7 viên ngọc rồng siêu cấp là sau khi Son Goku đánh bại Majin Buu nguy hiểm, hòa bình đã trở về Trái Đất một lần nữa. Mấy năm sau, Chi Chi muốn Goku có được một công việc ổn định, vì vậy Goku đã làm việc như một nông dân. Mặc dù vậy nhưng Goku vẫn nghĩ tới việc tập luyện để mạnh hơn. Nhờ có Satan giúp đỡ, Goku đã được cho phép tới tập luyện cùng với Bắc Kaio. Song thời điểm đó, thần hủy diệt Beerus thức giấc tìm kiếm Super Saiya-jin God. Goku đụng độ với thần linh và trở thành mục tiêu trong những âm mưu khủng khiếp của các vị thần, gây ảnh hưởng lớn tới không gian và thời gian cũng như sự tồn tại của mọi sinh vật trong đa vũ trụ.
Zeno muốn tổ chức một giải đấu battle royal giữa các đấu thủ mạnh nhất đến từ tám vũ trụ nhằm loại bỏ bảy vũ trụ yếu đuối và cho duy nhất một vũ trụ thắng cuộc được tồn tại tiếp. Và để sống sót qua những trận tranh đấu đó, Goku cùng với Vegeta phải nỗ lực để trở lên mạnh hơn...
Tập luyện với Whis:
Goku và Vegeta đã xin theo học Whis, đạt được trạng thái Super Saiya-jin Blue. Cùng thời điểm đó, Frieza hồi sinh và quay lại Trái Đất báo thù. Goku và Vegeta đã đánh bại hắn (ở trạng thái Golden Frieza). Sau đó là một trận thách đấu giữa vũ trụ 6 (vũ trụ của Champa) và vụ trụ 7 (vũ trụ của Beerus) nhằm đoạt lấy ngọc rồng siêu cấp. Vũ trụ 7 chiến thắng và Beerus ước khôi phục Trái Đất Vũ trụ 6. Vì điều ước được nói bằng ngôn ngữ của thần nên Goku và các bạn không biết. Sau đó là một quãng thời gian ít biến cố.
Lời cầu cứu tương lai:
Trunks, con trai Bulma ở tương lai thuộc vũ trụ 10 (chính là Trunks đã quay về quá khứ cảnh báo mọi người về hiểm họa Android và Cell) đã đụng độ Zamas, Kaio-shin của vũ trụ 10 với ý đồ huỷ diệt loài người. Sau khi sát hại sư phụ mình là Gowasu - kaioshin Vũ trụ 10, Zamas cướp cặp khuyên tai potara và nhẫn thời gian của ông, rồi ước với rồng thần siêu cấp để đổi cơ thể với Goku, trở thanh Goku Black. Rồi hắn tới dòng thời gian của Trunks tương lai, bắt tay với bản thể tương lai của mình rồi ước cho tên này cơ thể bất tử. Goku và Vegeta 2 lần đến tương lai song về quá khứ, lần thứ 3 đã xoay chuyển tình thế khi hợp thể thành Vegito để đánh nhau với Fushion Zamas. Tuy nhiên, hợp thể kết thúc mà Vegito vẫn chưa tiêu diệt zamas. Trunks, nhờ sức mạnh dũng cảm niềm tin của những con người còn sống sót đã chém đứt đôi Fushion Zamas. Tuy nhiên, từ 2 nửa bị cắt đôi đã tái tạo thành 2 Fushion Zamas, hắn nhận ra điều đó và đã tạo ra hàng nghìn bản sao từ việc cắt rời 1 bộ phận. Đội quân Zamas bao phủ Trái Đất và tiêu diệt tất cả. Goku đã nhờ Zeno tương lai và thế giới tương lai bị huỷ diệt. Goku đã kịp quay về lần nữa, sau đó đón Zeno tương lai về hiện tại.
Giải đấu sức mạnh:
Do Great Priest gợi ý cho hai Zeno, một giải đấu giữa 8 vũ trụ: 2, 3, 4, 6, 7, 9, 10, 11. Tất cả các chiến binh tham gia sẽ cùng đấu trên một sàn đấu, vũ trụ nào không còn chiến binh nào trên sàn sẽ bị huỷ diệt. Vũ trụ đánh bại được tất cả các vũ trụ khác hoặc tồn tại cuối cùng với số lượng lớn hơn khi thời gian kết thúc sẽ chiến thắng. 
Tại đây Goku đã gặp Toopo và Jiren thuộc vũ trụ 11, có sức mạnh tương đương những vị thần huỷ diệt. Goku đã bộc phát Bản Năng Vô Cực (Ultra Instinct) - một trạng thái mà ngay cả các Thần hủy diệt cũng khó khăn đạt được - khiến mọi người kinh sợ. Nhưng trạng thái này tiêu tốn rất nhiều năng lượng, không sử dụng được lâu vì lúc đó Goku chưa thể làm chủ được (chương 109-110). Goku cũng đã sử dụng nó để đánh bại Kefla - hợp thể của hai nữ nhân Saiya vũ trụ 6. Vegeta cũng có được trạng thái mới là Super Saiya-jin Blue tiến hóa và đánh bại Toppo trạng thái thần hủy diệt. Về sau, nhờ được tiếp thêm sức mạnh ý chí, Goku cũng làm chủ được Bản Năng Vô Cực, và đối đầu với Jiren trong cuộc chiến cuối cùng quyết định số phận giữa vũ trụ 7 và vũ trụ 11. Đến tập 131, anh cùng với Frieza hợp lực loại Jiren khỏi sàn đấu. Cuối cùng, Android 17 là người cuối cùng còn ở trên sàn đấu và trở thành người chiến thắng. Điều ước của anh là hồi sinh lại tất cả những vũ trụ đã bị hủy diệt.
Sau khi phiên bản anime kết thúc với 131 tập phim, phiên bản manga của Dragon Ball Super vẫn tiếp tục với các phần như Broly Saga, Moro Saga, Granolah Saga, Super Hero Saga cho đến khi bị tạm hoãn vô thời hạn từ chương 103 sau khi tác giả Toriyama qua đời vào tháng 3/2024.

## Kiểm duyệt
Dragon Ball từng bị cấm tại nhiều trường công lập ở Maryland, Mỹ. Vào năm 2009, một loạt trường tiểu học và trung học tại Maryland đã dừng và cấm tuyệt đối không được lưu hành "Bảy viên ngọc rồng" tại thư viện của trường với lý do sách chứa "nội dung khiêu dâm" và "khiêu dâm trẻ em", thể hiện ở một số hình vẽ khỏa thân hoặc bán khỏa thân của trẻ em (Bulma và Goku), hoặc những cử chỉ, ngôn ngữ thô tục về giới tính. Trước đó năm 1999, chuỗi cửa hàng đồ chơi nổi tiếng tại Mỹ TOYS R US cũng phải ngừng phát hành Dragon Ball Z do có phụ huynh khiếu nại rằng truyện có nội dung khiêu dâm trẻ em. Bộ phận kiểm duyệt đã phải chỉnh sửa lại, loại bỏ cảnh khỏa thân này
Hiện nay, Dragon Ball bị cấm phát sóng tại Hungary, Nga, Syria, Thụy Điển, Triều Tiên vì lí do hoạt hình chứa nội dung bạo lực, không phù hợp cho trẻ em.

## Video Games
Bài viết thêm: Danh sách các video game theo truyện Dragon Ball
Câu chuyện Dragon Ball được làm theo bởi nhiều video game với các chủng loại và hoạt cảnh khác nhau. Những game đầu tiên được làm trên máy game mini cầm tay và sau đó là trên hệ thống game Nintendo được làm sát với cốt truyện Dragon Ball. Khi hệ thống máy Super Nintendo được mở rộng với thế hệ Sega Saturn và PlayStation, hầu hết các trò chơi được diễn tiến với những trận đấu của các đấu thủ thuộc thế hệ Super Butoden. Game thứ nhất theo câu chuyện Dragon Ball là "Dragon Ball GT: Final Bout" được phát hành tại Mĩ dưới dạng PlayStation vào 31 tháng 7 năm 1997. Với định dạng PlayStation và PlayStation Portable (PSP), các nhân vật trong game được làm với kỹ thuật đồ họa 3D. Những game này có kèm theo câu chuyện của "Dragon Ball Z: Budokai" và "Dragon Ball Z: Budokai Tenkaichi". Cuối cùng là loạt game dành cho máy PlayStation 3( PS3) và Xbox 360 màn hình cảm ứng với tên là "Dragon Ball Z: Burst Limit" và "Dragon Ball: Raging Blast 1 - 2". Theo đó các game online dành cho Dragon Ball cũng xuất hiện ngày càng nhiều trong năm 2009. Họa sĩ Toriyama Akira cũng đã bắt đầu làm việc thiết kế các nhân vật cho các game online trong 5 năm tới. Dragon Ball cũng đã xuất hiện trên nền tảng di động.
Các game Dragon Ball:
Dragon Ball Xenoverse 2

Dragon Ball FighterZ

Dragon Ball Budokai Tenkaichi 3
-Dragon Ball Z: Kakarot
- Dragon Ball Legends (ios,android)
-Và còn rất nhiều game khác.

## Những bản thu âm
Mười nghìn bản thu âm đã được làm cho các phim hoạt hình, phim ảnh và trò chơi. Phần âm nhạc cho hai phần phim hoạt hình ban đầu là Dragon Ball và Dragon Ball Z được làm bởi Shunsuke Kikuchi, và một phần khác được làm cho Dragon Ball GT bởi Akihito Tokunaga. Phần âm nhạc cho bộ phim hoạt hình thứ nhất được phát hành cho phim là "Dragon Ball: Music Collection" trong năm 1985 và "Dragon Ball: Complete Song Collection" trong năm 1991. Sau đó chúng được tái bản vào năm 2003 và 2007 một cách riêng biệt. Với nhạc nền cho loạt phim hoạt hình Dragon Ball Z là "Dragon Ball Z Hit Song Collection Series". Phần thu âm này được làm bởi công ty Columbia Records tại Nhật vào 21 tháng 7 năm 1989 đến 20 tháng 3 năm 1996. Vào 20 tháng 9 năm 2006 hãng Columbia lại tái bản "Hit Song Collection" trên "Animex 1300 series" của họ. Những CD khác được phát hành là những bản biên soạn lại cho Video game và nhạc phim được chuyển thể sang tiếng Anh.

## Phim ảnh
- Phim hoạt hình
- Phim người đóng Dragonball Evolution: làm từ năm 2008, ra mắt tại Việt Nam trong năm 2009 của hãng 20th Century Fox đạo diễn bởi Hoàng Nghị Du đồng sản xuất với diễn viên/đạo diễn Chu Tinh Trì với các diễn viên như: Chu Nhuận Phát vai Quy lão Tiên Sinh, Justin Chatwin vai "Goku", James Marsters vai "Piccolo", Emmy Rossum vai Bulma, Jamie Chung vai Chi Chi